# Chamiza (Chile)
Chamiza corresponde a una localidad rural de la comuna de Puerto Montt, Provincia de Llanquihue, Región de Los Lagos, Chile. Se encuentra ubicada a pocos km al este de la ciudad de Puerto Montt, en la ribera del río Chamiza.
Además, es una localidad reconocida por figuras históricas del sector que son recordadas hasta el día de hoy como Marcelo Alvarado, Juan Pablo Alvarado, Alonso Sepúlveda, Christian Quinteros, Manuel Quinteros, Enoc Quinteros, Juan Pablo Nail, entre varios más.
La localidad fue afectada por la erupción del volcán Calbuco de 2015.